# Vahan Kurkjian
Vahan M. Kurkjian (Aleppo, 1863 – New York City, 1961) è stato uno scrittore, storico e insegnante armeno e leader della comunità armena.
Nel 1904, al Cairo, pubblicò il quotidiano armeno Loussaper (La Stella del Mattino), nelle cui pagine, insieme ad altri intellettuali, sosteneva l'esigenza di un'unità nazionale per il popolo armeno.
L'idea si materializzò poi nella forma dell'Armenian General Benevolent Union. 
Nel 1907 emigrò negli Stati Uniti d'America, ove studiò legge alla Boston University. 
Due anni dopo, ancora a Boston, fondò il primo capitolo americano dell'Armenian General Benevolent Union. Dalla sua fondazione, egli fu inseparabilmente identificato con quell'organizzazione, svolgendo la funzione di direttore esecutivo fino al suo pensionamento nel 1939. 
Kurkjian contribuì frequentemente con articoli sui quotidiani armeni e pubblicò parecchi libri e opuscoli, tra i quali va ricordata la sua History of Armenia (Storia dell'Armenia). Fu in contatto anche con il poeta Hrand Nazariantz emigrato a Bari nel 1913 che né diede notizie nel suo epistolario a Gian Pietro Lucini. 

## Pubblicazioni
- A History of Armenia
  - Armenian General Benevolent Union of America, 1964
  - Indo-European Publishing, 2008, ISBN 9781604440126